# Parabéns
«Parabéns» es un sencillo de la cantante y drag queen brasileña Pabllo Vittar con participacione del cantante brasileño Dynho Alves. Fue lanzado el 31 de octubre de 2019 como el secondo sencillo de su tercer EP de estudio, 111 (2019), a través de BTM Produções Artísticas.

## Video Visualizer
El visualizer fue lanzado junto con la canción el 31 de octubre de 2019. El visualizer muestra a Pabllo y sus bailarines reproduciendo la coreografía con la dirección del coreógrafo Flávio Verne. La producción también presenta un escenario monocromático con globos y un pastel de cumpleaños gigantesco, que recuerda la estética de la década de 2000.